# Сомбор
Сомбор (серб. Сомбор, Sombor) — місто в Сербії в Західному адміністративному окрузі. Населення 51 471 мешканців (2002), (за переписом 1991 року було 48993 жителів). Сомбор є адміністративним центром Західно-Бацького округу Сербії.

## Природо-географічне положення
Муніципалітет Сомбор розташований у північно-західній частині Сербії. Сомбор і навколишні населені пункти розташовані на дні басейну колишнього Паннонського моря. Сомборський муніципалітет межує на півночі з Угорщиною на північному сході з муніципалітетом Суботіца та муніципалітетом Бачка Топола, на південному сході з муніципалітетом Кула, на півдні з муніципалітетом Оджачі, а на заході з територією Республіки Хорватії. Отже, його площа межує з п'яти муніципалітетами та державами. Сомбор дуже добре пов'язаний основним та регіональними трасами з іншими землями Сербії. Шляхи йдуть в Бачки Брег, Суботіца, Нові-Саде і Оджак. Відстань від Сомбора до Белграда становить 175 км та 220 км до Будапешта. Площа Сомборського муніципалітету має неправильного багатокутника. За геоморфологічними ознаками Сомбор є частиною лісового плато Телечка, і займає третину даної території. Значну територію муніципалітету займають заплави Дунаю, На Сомборських землях відносно щільна мережа каналів. 
особливу цінність положення муніципалітету беручи до уваги, що він знаходиться в Паннонійському басейні і який лежить у вузькій зоні Придунав'я, дає те що через Сомбор пролягає 7-ий коридор європейської мережі транспортних шляхів.

## Історія
Перша історична згадка про місто датована 1340 роком. Щодо походження назви та заснування Сомбора історики й досі сперечаються. Причина цього полягає в неповних і малоінфорвативних історичних джерелах, однак більшість з істориків зійшлись на тому, що в 14-м століття поселення виникло навколо ферми та садиби родини Цобор Сент-Міхаль. Навколо якої й виросло поселення, а згодом і місто.
До 16 сторіччя місто було у віданні Угорського королівства коли воно увійшло до складу Османської імперії. Під час становлення у місті Османської влади, місцеве угорське населення залишило цей регіон. Під час Османської адміністрації більшість населення складають етнічні серби. В Османській імперії місто носило назву - "Sonbor".

У 1665 році відомий мандрівник, Евлія Челебі відвідав Сомбор і написав: 
|  | "...Всі народи (у місті) не є угорськими, але волоські-християнської (сербські) Ці місця щось особливе, вони не належать Угорщині, але є частиною Бачка та Валахії Більшість жителів торговці, і всі вони носять прикордонний одяг; ... вони дуже ввічливі і сміливі люди " |

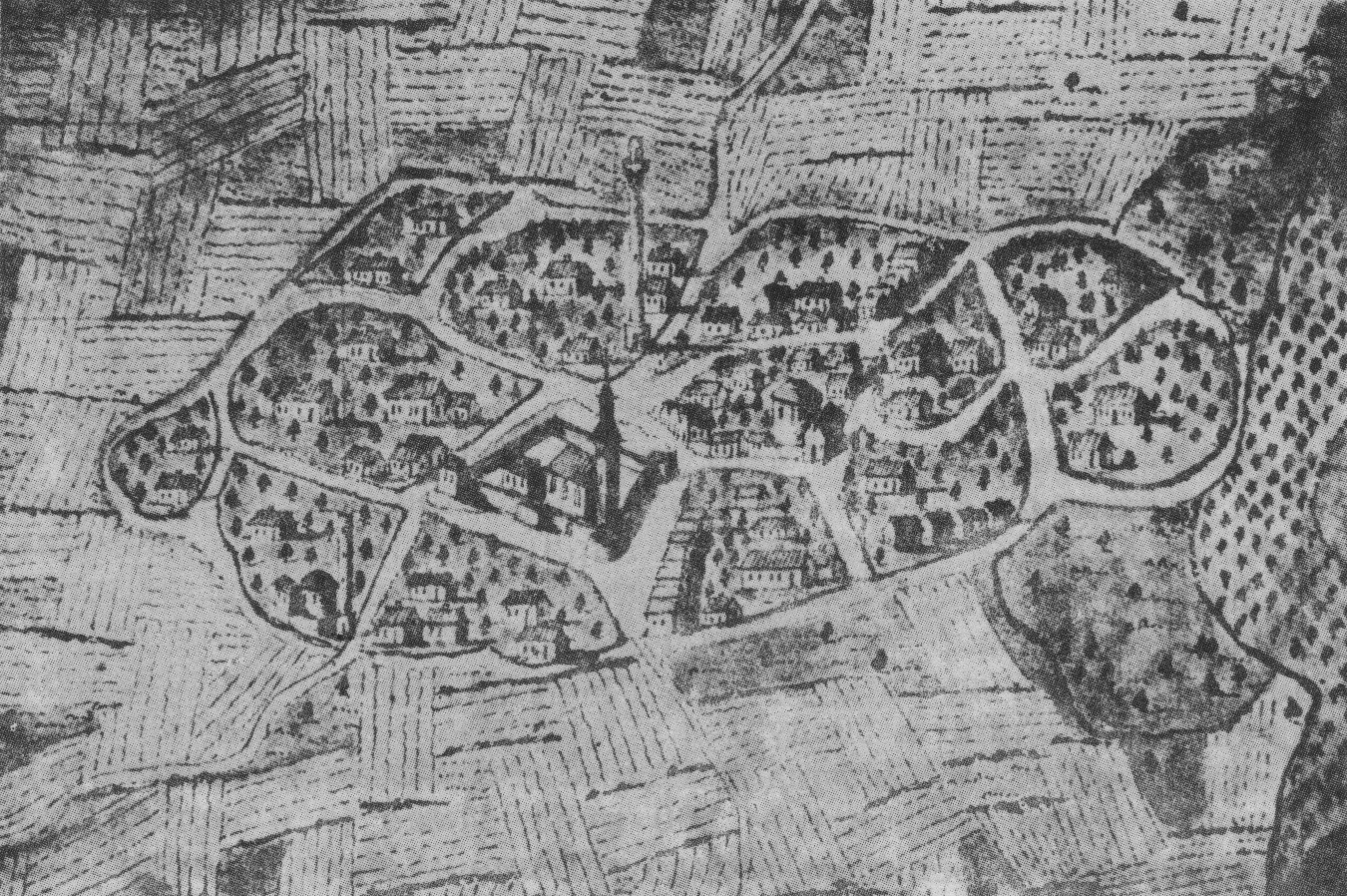
Мапа Сомбора 1698 року

За словами Челебі, місто мало 200 магазинів, 14 мечетей і близько 2000 будинків.
З 1687 р. місто переходить під владу Габсбургів і було включене у прикордонне Військово Габсбургів. У 1717 році була відкрита перша православна початкова школа. П'ять років потому була відкрита і перша школа Римсько-католицької церкви. У 1745 Сомбор був виключений з військового прикордонного і був включений в повіт Bacsensis. У 1749 році Сомбор отримав статус "вільного королівського міста". У 1786 році місто стало резиденцією повіту Bacsensis-Bodrogiensis. За даними 1786 року населення міста становило 11420 осіб, в основному серби.
За даними перепису 1843 року, у Сомборі проживало 21086 жителів, з яких 11897 були православними християнами, 9082 католиків, 56 єврейських і 51 протестантів. Основною мовою в місті в цей час була сербська, другою за вживаністю була німецька мова. У 1848-1849 роках, Сомбор був частиною сербського воєводства, сербської автономної області у складі Австрійської імперії, а між 1849 і 1860 році, місто було у складі воєводства Сербії, коронної землі австрійської. Після скасування цієї землі корони, Сомбор знову став резиденцією повіту Bacsensis-Bodrogiensis (Бачка-Бодрог).
За даними перепису 1910 року населення Сомбор становило 30593 осіб, з яких 11881 говорили на сербській мові, 10078 говорили угорською мовою, 6289 говорив мовою Bunjevac (говір), 2181 говорили німецькою мовою, і т.д.
З 1918 року, Сомбор був частиною Королівства сербів, хорватів і словенців (пізніше перейменованого в Югославію). 
У 1941 році місто було окуповано військами держав "осі" і анексовано Угорщиною. Багато видатних громадянина від сербської громади були інтерновані, а пізніше страчені. У 1944 році югославські партизани визволили місто. З 1944 року Сомбор є частиною Автономного краю Воєводина нової соціалістичної Югославії і соціалістичної Сербії (з 1945).

## Культура

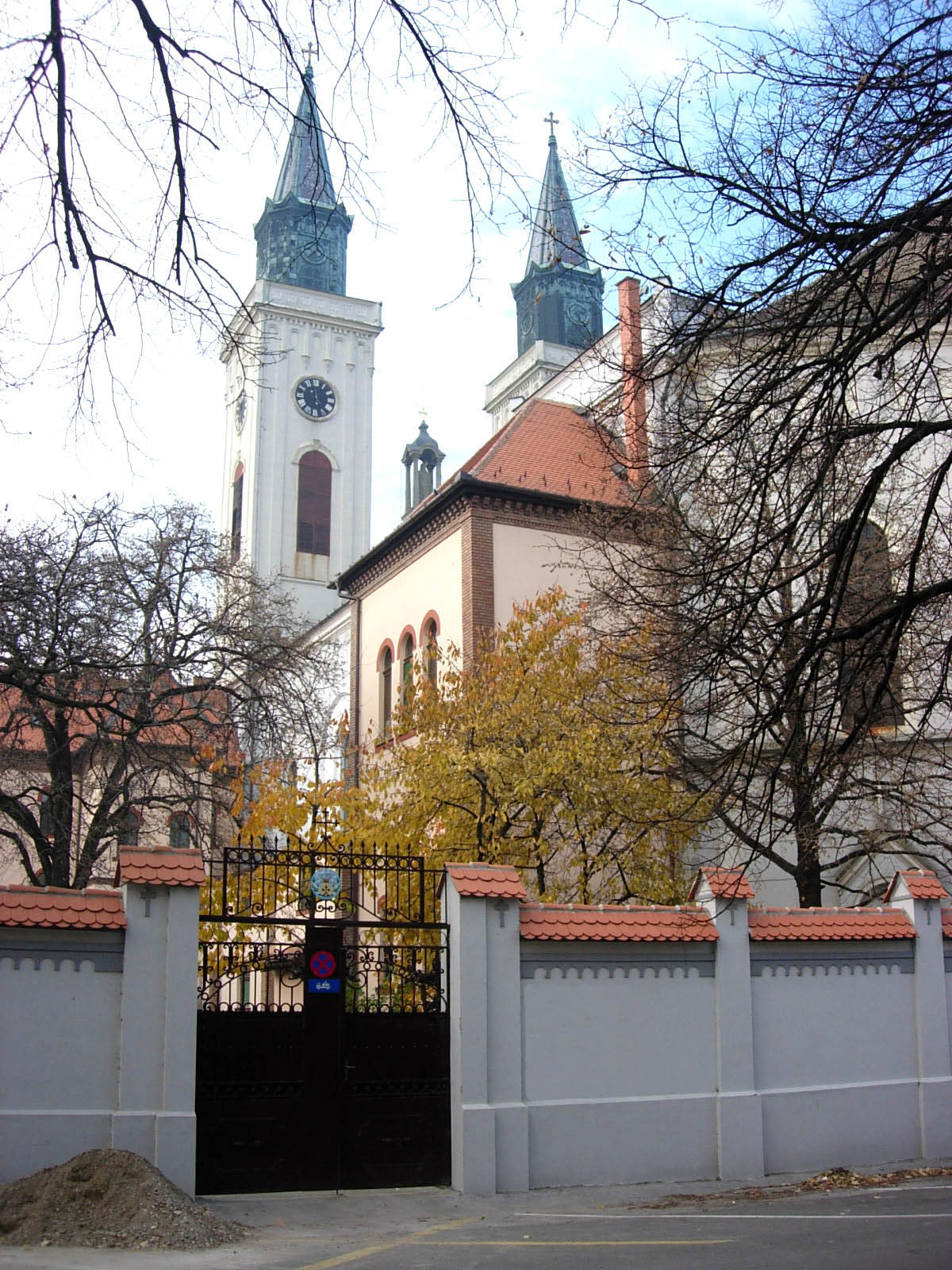
Монастир Кармелітів

За віки свого існування Сомбор перетинали різні культури, що відобразилось в архітектурі та культурі міста В 18 і 19 столітті місто було значним центром культурного життя. Найважливіші культурні заклади: Національний театр, краєзнавчий музей, галерея сучасного мистецтва, галерея мистецтв, коледж вчителя, будинок сербського читання та гімназії. Коледж вчителя, заснований 1778 року, є найстарішим коледжем у Сербії.
Багата історія Сомбора містить у собі найстарший вищий навчальний заклад з сербською мовою. Місто також є батьківщиною численних організацій меншин, включаючи угорських: театр Берта Ференца, хорватського суспільства Володимир Назарянин, єврейський муніципалітет і кілька інших дрібніших організацій, включаючи німецькі і циганські клуби.
Є два монастиріі:
- Сомборський православний монастир, заснований в 1928-1933
- Католицький монастир кармелітів, заснований в 1904 році.

## Демографія (перепис 2002)

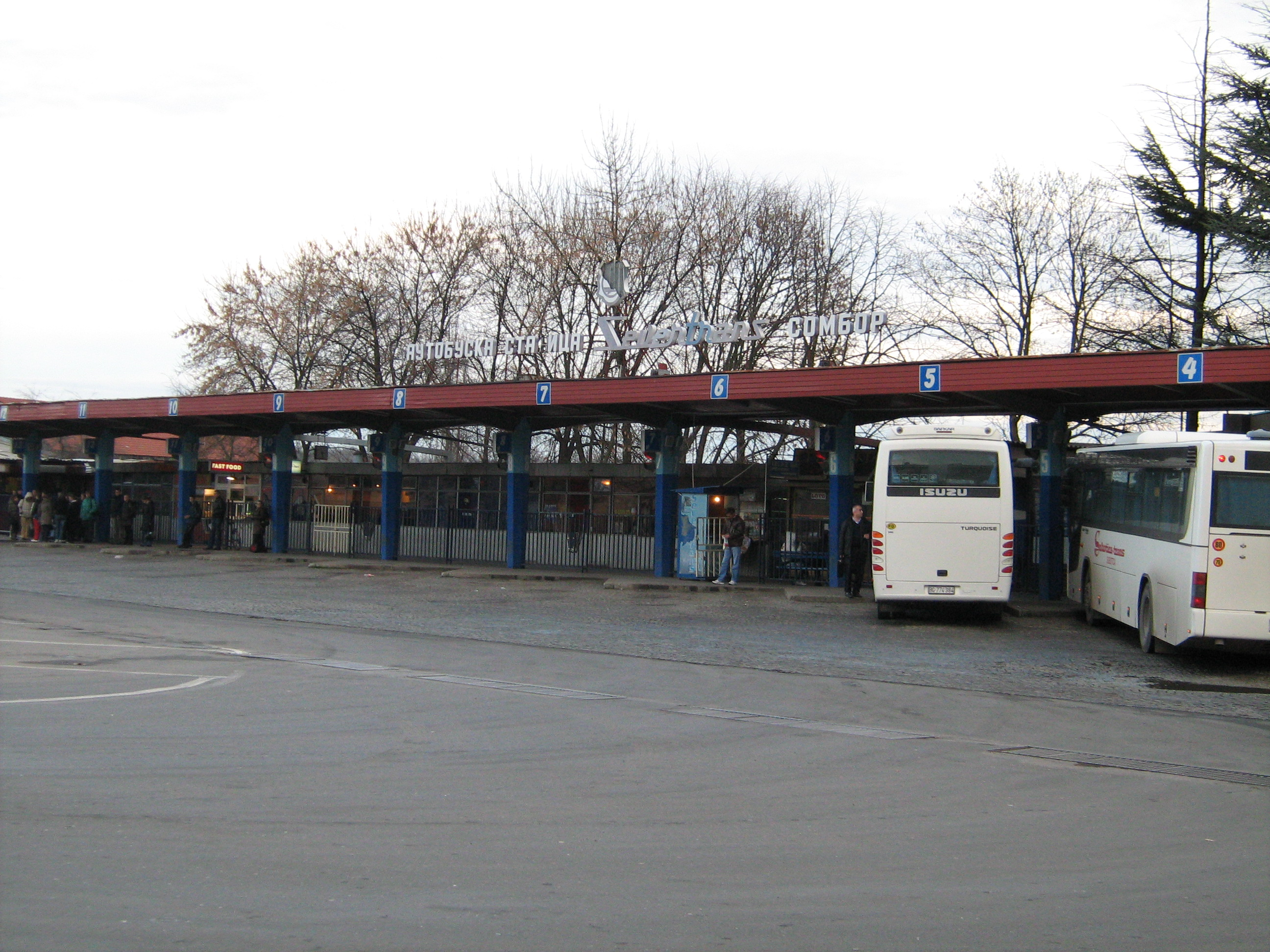
Автостанція у Сомборі

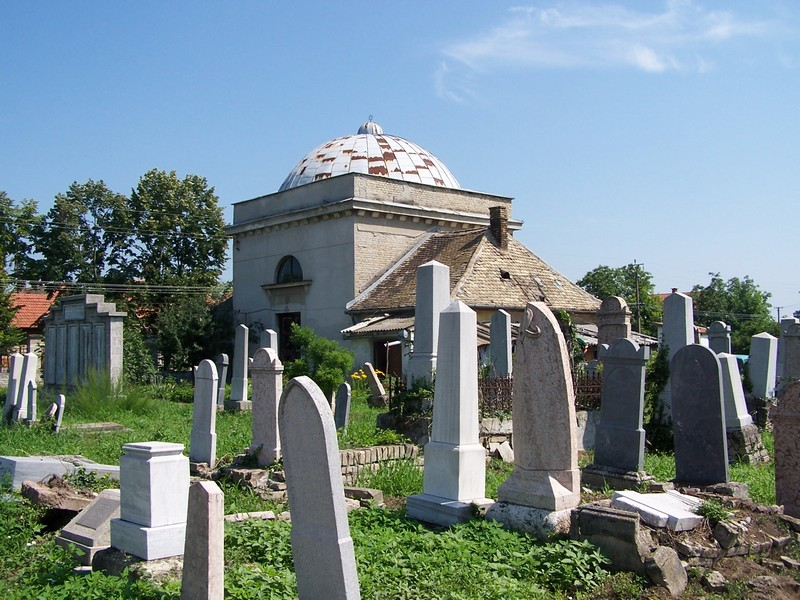
Юдейський цвинтар у місті

| Динаміка зміни населення міста Сомбор у ХХ ст. \| \| |
|                                                      |

### Етнічні групи в муніципалітеті Сомбор
Населення муніципалітету Сомбор складається з:
- Сербів — 59 799 (61,48%)
- угорці — 12 386 (12.73%)
- Хорватів — 8106 (8.33%)
- Югославів — 5098 (5.24%)
- Інші.

### Етнічні групи в місті Сомбор
Населення міста Сомбор складається з:
- Сербів — 32 988 (64,09%)
- Угорці — 3743 (7.27%)
- Югославів — 3325 (6.46%)
- Хорватів — 3197 (6.21%)
- Інші.

## Відомі особистості
В поселенні народився:
- Звонко Богдан (* 1942) — виконавець народних пісень Сербії, Хорватії, Угорщини та Румунії.